# Kosackernas militära grader

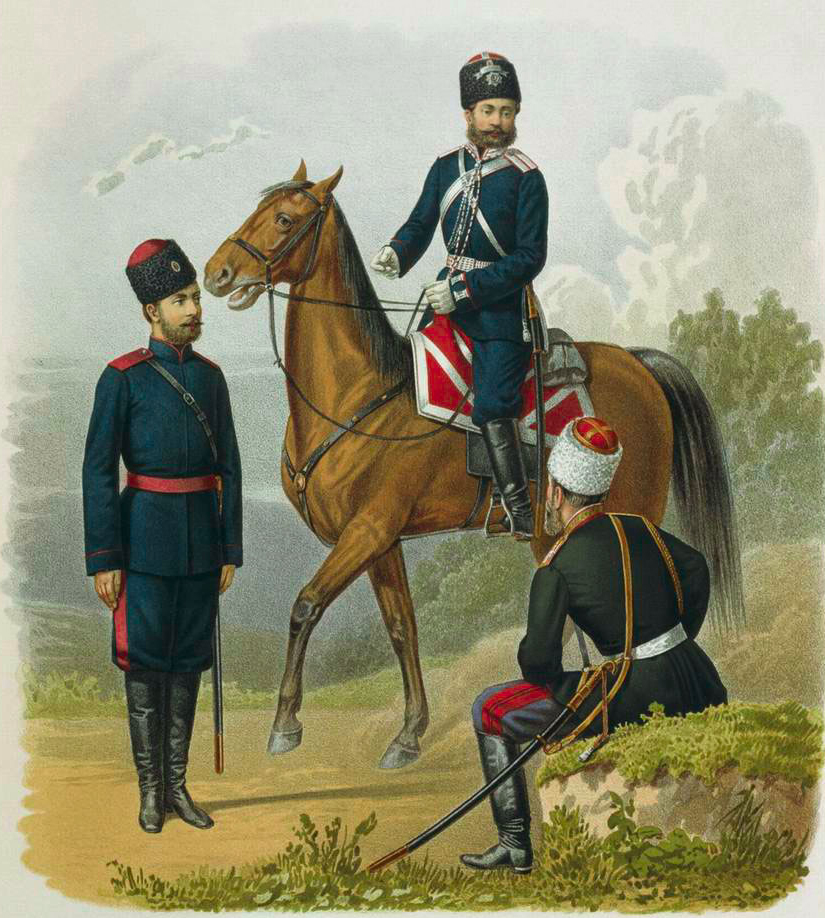
Kosacker av olika grader 1883

Kosackernas militära grader hade 1913 följande sammansättning:

## Översikt
| Kosackernas militära grader | Motsvarighet i ryska armén i övrigt (svensk översättning) | Anmärkning        |
| --------------------------- | --------------------------------------------------------- | ----------------- |
| Generál ot kavalériji       | General                                                   | Generalspersoner  |
| Generallejtenánt            | Generallöjtnant                                           |                   |
| Generalmajór                | Generalmajor                                              |                   |
| Polkóvnik                   | Överste                                                   | Övriga officerare |
| Vojskovoj starsjiná         | Överstelöjtnant                                           |                   |
| Jesaúl                      | Kapten                                                    |                   |
| Podjésaul                   | Stabskapten                                               |                   |
| Sótnik                      | Löjtnant                                                  |                   |
| Chorúnsji                   | Underlöjtnant                                             |                   |
| [saknades]                  | Fänrik                                                    |                   |
| Podchorúnsji                | Underfänrik                                               | Manskap           |
| Váchmistr                   | Fanjunkare                                                |                   |
| Stársji urjádnik            | Äldre underofficer                                        |                   |
| Mládsji urjádnik            | Yngre underofficer                                        |                   |
| Prikásni                    | Korpral                                                   |                   |
| Kasák                       | Menig                                                     |                   |

## Grader

### Jesaul
Jesaul, även osaul, kommer av turkiskans yasaul som betyder chef. Graden introducerades först av den polske kungen Stefan Batory 1576.